# Dolomitización

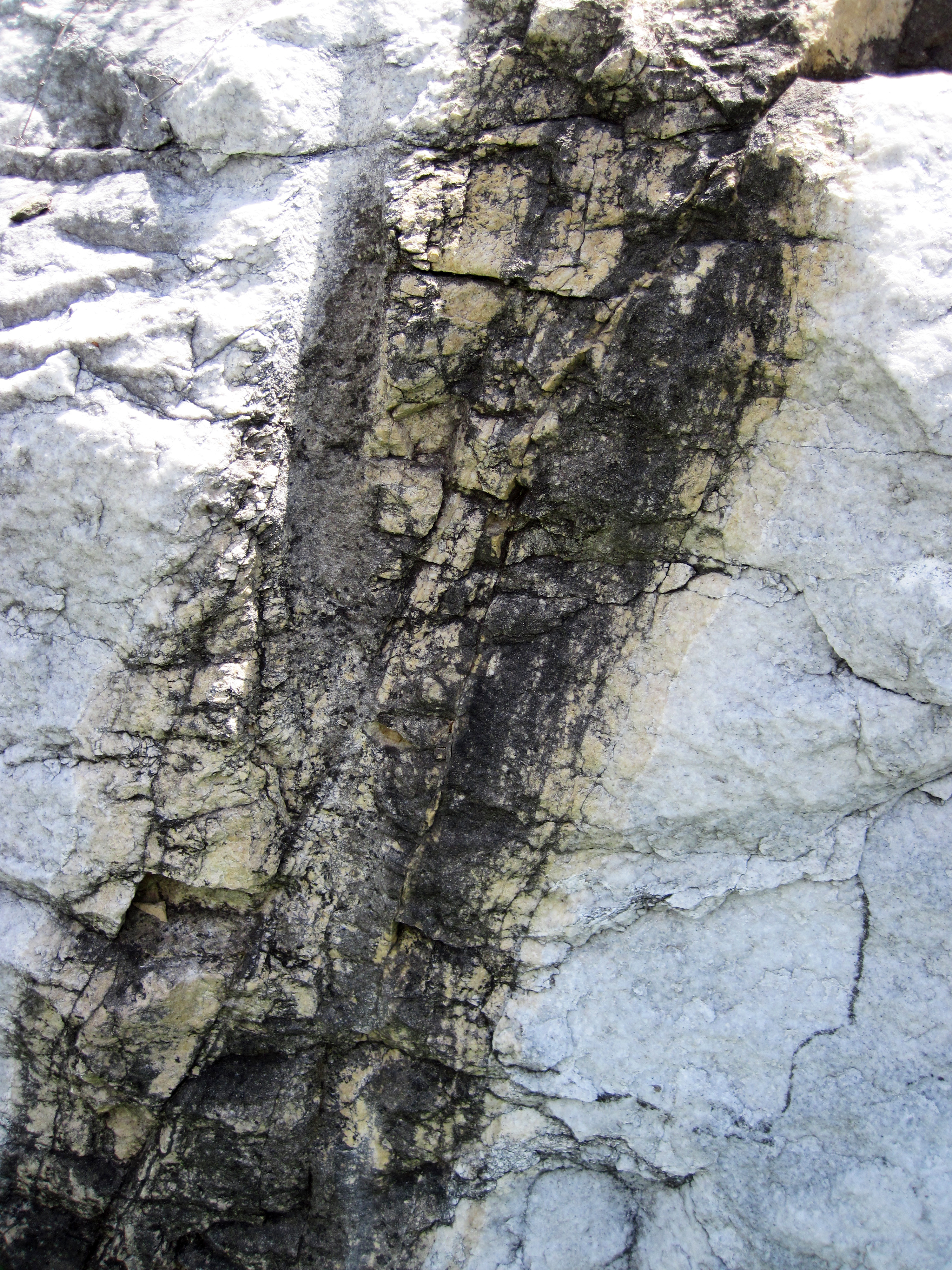
Mármol dolomitizado por fluidos hidrotermales..

La dolomitización es un proceso geológico por el cual la dolomita carbonato se forma cuando iones de magnesio sustituyen a los iones de calcio de otro mineral carbonatado, la calcita. Es frecuente que esta alteración mineral en dolomita se produzca debido a la evaporación del agua en la zona  sebja . La dolomitización implica una cantidad sustancial de recristalización. Este proceso se describe mediante la ecuación estequiométrica:
2 CaCO3(calcita) + Mg2+ ↔ CaMg(CO3)2(dolomita) + Ca2+
La dolomitización depende de condiciones específicas que incluyen una baja relación Ca:Mg en la solución, la superficie del reactante, la mineralogía del reactante, altas temperaturas que representan la estabilidad termodinámica del sistema, y la presencia de inhibidores cinéticos como el sulfato.
Si los inhibidores cinéticos y las altas temperaturas son compatibles, la dolomitización puede tener lugar en ambientes salinos por encima de la saturación termodinámica y cinética con respecto a la dolomita. Este tipo de ambiente incluye, zonas de mezcla de agua dulce y agua de mar, ambientes submareales salinos normales a hipersalinos, ambientes esquizohalinos (salinidad fluctuante: condiciones de agua dulce a hipersalina) y ambientes supra-mareales hipersalinos. Cuando se cumplen los requisitos, la dolomitización puede tener lugar en ambientes alcalinos, que son los que se encuentran bajo la influencia de procesos de reducción-oxidación bacterianos y de fermentación, y zonas con un elevado aporte de aguas subterráneas continentales alcalinas. Los ambientes con altas temperaturas (alrededor de 50 °C) como los entornos subsuperficiales e hidrotermales son propicios a la dolomitización.